# Museo Judío de Londres
El Museo Judío de Londres (en inglés: Jewish Museum London) es un museo de historia judía creado en 1932 por los profesores e historiadores Cecil Roth, Alfred Rubens y Wilfred Samuel. El edificio se construyó en Woburn House, Bloomsbury, pero en 1994 se trasladó a un edificio victoriano ubicado en Camden Town. La creación del museo buscaba rescatar y preservar el patrimonio desaparecido en la zona del East End de Londres, lugar donde se hallaba el epicentro del asentamiento judío de Gran Bretaña. 

## Historia
El museo fue creado con la intención de mostrar la historia e identidad de la vida judía británica. Aunque ese era el principal objetivo, con el paso de los años el museo evolucionó y se expandió con el objetivo de reflejar las diferentes raíces y la historia social del pueblo judío en Londres, permitiendo a cualquier persona, independientemente de su creencia, edad o religión, conocer dicha parte de la historia. 
Tras años de recaudación de fondos, el museo adquirió una antigua fábrica de pianos cercana a la nueva localización de Camden Town. El objetivo era combinar y remodelar los edificios, y finalmente el nuevo museo se abrió al público el 17 de marzo de 2010. Más adelante, en 2015, el Museo Judío se asoció con el Museo Militar Judío, cuya colección de piezas y artículos, el archivo de investigación y programa de aprendizaje se fusionaron con el material ya existente del primer museo. 

## Colección

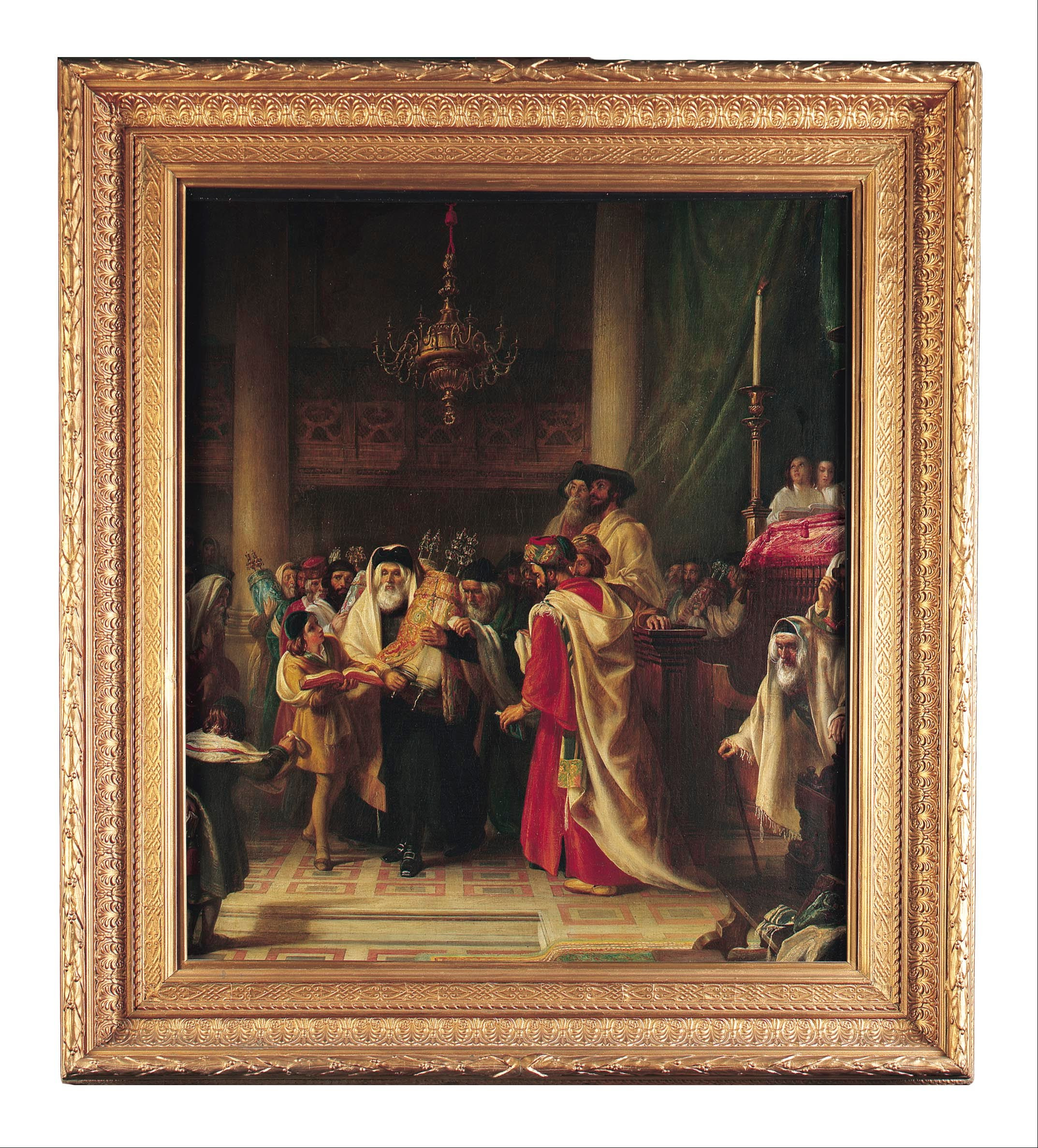
"Procession of the Law" de Solomon Alexander Hart.

El museo alberga una importante colección internacional de arte ceremonial judío, en la que se encuentra la célebre lámpara de Lindo, un ejemplo temprano de menorá británica. En el nuevo edificio se puede encontrar la galería titulada "Judaísmo: a fe viva", esta colección fue galardonada por el Consejo de Museos, Bibliotecas y Archivos, en reconocimiento a su importancia nacional. También es posible hallar la galería del Holocausto, donde se encuentran artículos y testimonios de sobrevivientes, plasmados también en piezas filmadas por Leon Greenman, uno de los pocos británicos que fue internado en el campo de concentración de Auschwitz. 